# Ava Devine
Ava Devine (22. leden 1974 New York) je americká pornoherečka známá pro své chirurgicky zvětšené poprsí a nevybranou mluvu ve svých filmech.

## Kariéra
Ava Devine vyrostla na Long Islandu. V 18 letech začala pracovat jako dívka pro escort. Během tohoto období získala dostatek sexuálních zkušeností, že nakonec sama pronesla, že přechod na porno nebyl pro ni nijak složitý. K pornografii se dostala ve svých 28 letech.
Roku 2002 začala točit pornografii pro stránky MILF Hunter, kde vynikla nebojácností před jakýmikoliv sexuálními praktikami, ať už šlo o anální sex, gonzo, skupinový sex či deep throat. Začalo se jí přezdívat "Lady of the Lake".
V říjnu 2005 její kariéru zastavila plastická operace prsou, při které si nechala ňadra zmenšit na velikost 36DD. Zpět se vrátila v lednu 2006 s plány nadále pokračovat.

### Ocenění
- 2005 AVN Award for Best Oral Sex Scene – Cena za nejlepší scénu orálního sexu